# Józef Czech (matematyk)
Józef Czech (ur. 11 grudnia 1762 w Krakowie, zm. 24 listopada 1810 w Krzemieńcu) – polski matematyk, pedagog, pierwszy dyrektor Liceum Krzemienieckiego.

## Życiorys
Po studiach na Akademii Krakowskiej pracował jako nauczyciel w szkołach podległych Komisji Edukacji Narodowej, między innymi w Płocku. W roku 1794 został mianowany profesorem 
Szkoły Głównej Koronnej w Krakowie. Po utworzeniu liceum w Krzemieńcu (7 października 1805) został jego pierwszym dyrektorem. Żonaty z Apolonią z Mączyńskich, która po jego śmierci wróciła do Krakowa wraz z dwoma synami: Józefem i Tomaszem.

## Twórczość
Czech współpracował z Janem Śniadeckim. Napisał podręcznik Krótki wykład arytmetyki oraz przetłumaczył na język polski 8 ksiąg Elementów Euklidesa pt. Euklidesa Początków Jeometryi xiąg ośmioro, toiest sześć pierwszych, iedenasta i dwunasta, które ukazały się drukiem po raz pierwszy w Wilnie w roku 1807, ponownie zaś w roku 1817. Czech dokonał przekładu prawdopodobnie bazując na angielskim wydaniu Elementów z roku 1804 przygotowanym przez Roberta Simsona.